# Кипарис Макнаба
Кипарис Макнаба (лат. Cupressus macnabiana) — вид хвойных растений рода Кипарис (Cupressus) семейства Кипарисовые (Cupressaceae).

## Этимология
Вид назван в честь Джеймса Мак-Наба (1810—1878), куратора Эдинбургского ботанического сада в то время, когда вид был описан. Хотя вид был описан Эндрю Мюрреем, шотландским политиком, который также сделал себе имя изучением насекомых и хвойных, материал был на самом деле собран А. Ф. Бердсли, профессиональным собирателем семян, работающим на Э. Мюррея.

## Распространение, экология
Этот вид является родным для США, Калифорнии: береговые хребты, горы на севере Калифорнии, в горах Сьерра-Невада. Кипарис встречается в чапаралях и редколесьях вместе с «Pinus attenuata», «Pinus sabiniana», реже «Pinus ponderosa», Quercus, Arctostaphylos. Часто образует рощи на каменистых склонах и в ущельях в глине, суглинках или песка над серпантинами. Высотный диапазон составляет от 300 м до 1200 м над уровнем моря. Климат средиземноморского типа с сухим жарким летом и зимними дождями.
Встречается в Крыму.

## Морфология

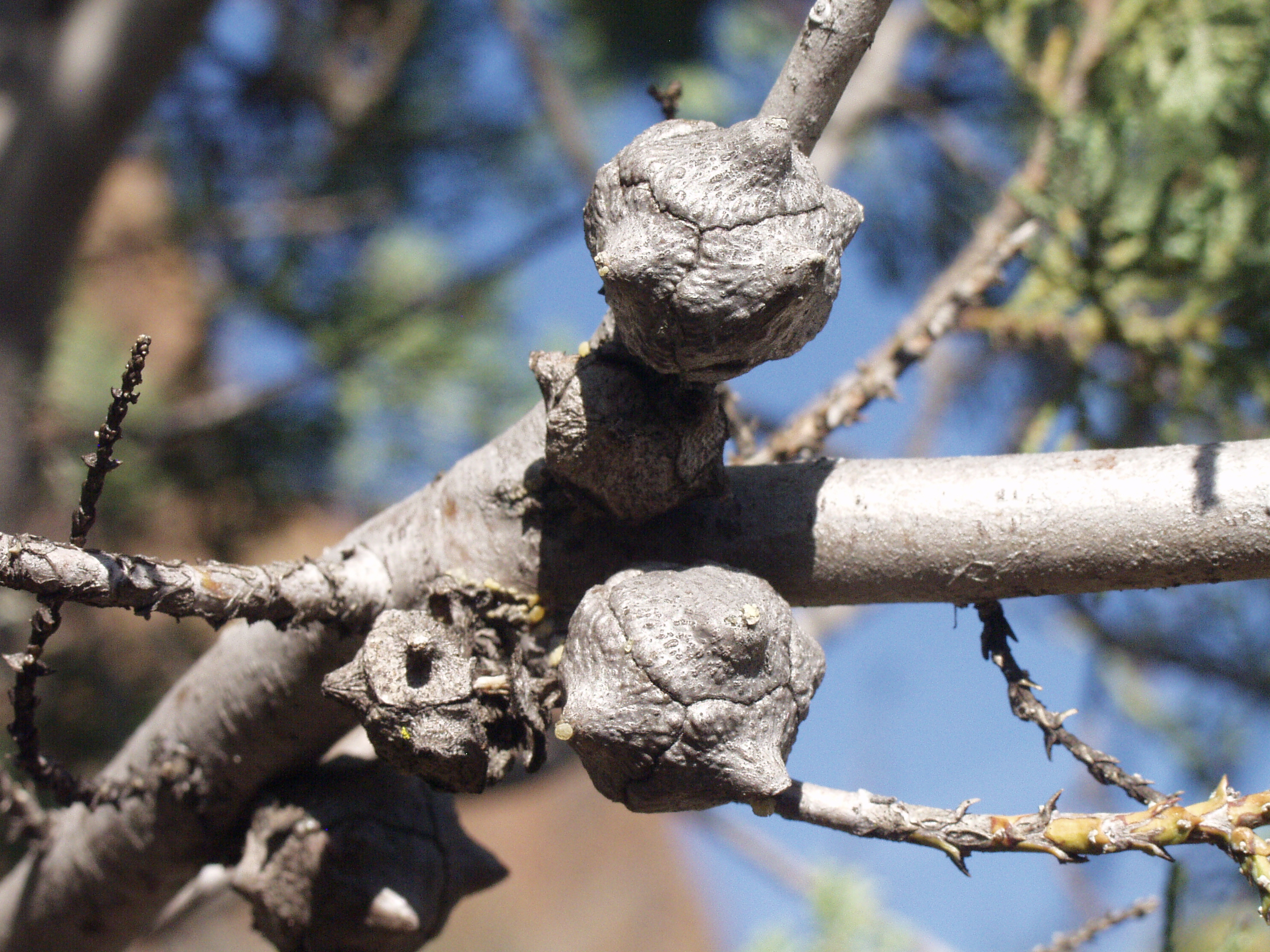
Шишки

Вечнозеленый кустарник или дерево высотой до 12 м; крона широко коническая, плотная. Кора грубая, бороздчатая, волокнистая. Листья лускоподобные, 1-2 мм длиной, с острой вершиной. Молодые саженцы производят игольчатые листья длиной до 10 мм в первый год. Пыльцевые шишки 2-3 × 2 мм; пыльцевых мешочков 3-5. Шишки шаровидные, в основном 1,5-2,5 см, коричневые или серые, тусклые; чешуй 3-4 пары. Семена 2-5 мм, от светло — до средне-коричневых, иногда слегка тусклые. Шишки не открываются, чтобы выпустить семена, пока родительское дерево не погибает от пожара.

## Использование
Это относительно небольшое дерево, возможно, локально использовалось для заборов; древесина не имеет никакой коммерческой ценности. Дерево редкое в выращивании.

## Угрозы и охрана
Пожары несут потенциальную опасность, только если их частота или интенсивность будет превышать естественный уровень стойкости: вид, зависит от огня для успешной регенерации. Политика пожаротушения может представлять большую угрозу. Несколько популяций находятся в пределах охраняемых территорий.

## Синонимы
Гомотипные
- Callitropsis macnabiana (A.Murray bis) D.P.Little (2006)
- Hesperocyparis macnabiana (A.Murray bis) Bartel (2009)
- Neocupressus macnabiana (A.Murray bis) de Laub. (2009)

Гетеротипные
- Cupressus glandulosa Hook. ex Gord. (1858)
- Cupressus nabiana Mast. (1891)
- Juniperus macnabiana Lawson ex Gordon (1858), nom. inval.